# Луций Сергий Павел
Вижте пояснителната страница за други личности с името Луций Сергий Павел.
Луций Сергий Павел (на латински: Lucius Sergius Paullus) e политик и сенатор на Римската империя през 2 век.

## Биография
Негови прародители са Луций Сергий Павел, който е проконсул на Кипър по времето на император Клавдий и е споменат от апостол Павел в Посланието към римляните (Acts 13:6 – 13) и на Луций Сергий Павел (суфектконсул ок. 94 г.).
През 151(?) г. той е суфектконсул. През 168 г. Павел е редовен консул заедно с Луций Венулей Апрониан. През 168 г. става Управител на Рим. Той е проконсул на провинция Азия.